# 裂蹄熱帶孔菌
裂蹄熱帶孔菌（學名：Tropicoporus linteus），是一種菌絲體蕈類，屬於熱帶孔菌屬（Tropicoporus）。
本物種長期被認指的是中醫常說的桑黃，但2012年，台灣國立自然科學博物館研究員吳聲華等人以耗時六年的研究，證實中醫所指的桑黃並非屬於本物種，而係為一個未曾發表過的物種，故將其發表為「Sanghuangporus sanghuang」。